# Csáji Márton
Csáji Márton (Nagyida, 1695. – Miskolc, 1770. június 4.) református lelkész, a Tiszáninneni református egyházkerület püspöke 1745-től haláláig.

## Életútja
Sárospatakon tanult, ahol 1721-től a seniori tisztet viselte. A következő évben Miskolcra, a református gimnáziumba hívták rektornak, ahonnan 1724-ben külföldre ment, és ebben az évben augusztus 22-én a franekeri, 1725. február 15-én a groningeni egyetemre iratkozott be. Hazájába 1727-ben visszatérve, Sajókeresztúron, 1728-ban Aszalón, 1729 elején Miskolcon lett pap. 1735-ben főjegyzőnek, 1745-ben püspöknek választotta a tiszáninneni egyházkerület. Unokaveje volt Pósaházi Jánosnak.